# Креллін (Меріленд)
Креллін (англ. Crellin) — переписна місцевість (CDP) в США, в окрузі Ґерретт штату Меріленд. Населення — 210 осіб (2020).

## Географія
Креллін розташований за координатами 39°23′19″ пн. ш. 79°28′6″ зх. д. / 39.38861° пн. ш. 79.46833° зх. д. (39.388631, -79.468471).  За даними Бюро перепису населення США в 2010 році переписна місцевість мала площу 1,82 км², уся площа — суходіл.

## Демографія
Згідно з переписом 2010 року, у переписній місцевості мешкали 264 особи в 92 домогосподарствах у складі 68 родин. Густота населення становила 145 осіб/км².  Було 98 помешкань (54/км²).
Расовий склад населення:
| - 95,1 % — білих - 4,2 % — чорних або афроамериканців - 0,4 % — азіатів |

До двох чи більше рас належало 0,4 %. Частка іспаномовних становила 0,0 % від усіх жителів.
За віковим діапазоном населення розподілялося таким чином: 29,2 % — особи молодші 18 років, 60,2 % — особи у віці 18—64 років, 10,6 % — особи у віці 65 років та старші. Медіана віку мешканця становила 36,5 року. На 100 осіб жіночої статі у переписній місцевості припадало 111,2 чоловіків;  на 100 жінок у віці від 18 років та старших — 94,8 чоловіків також старших 18 років.
Цивільне працевлаштоване населення становило 122 особи. Основні галузі зайнятості: роздрібна торгівля — 44,3 %, освіта, охорона здоров'я та соціальна допомога — 42,6 %, оптова торгівля — 13,1 %.